# Pseuderesia rutilo
Pseuderesia rutilo är en fjärilsart som beskrevs av Druce 1910. Pseuderesia rutilo ingår i släktet Pseuderesia och familjen juvelvingar. Inga underarter finns listade i Catalogue of Life.

## Bildgalleri

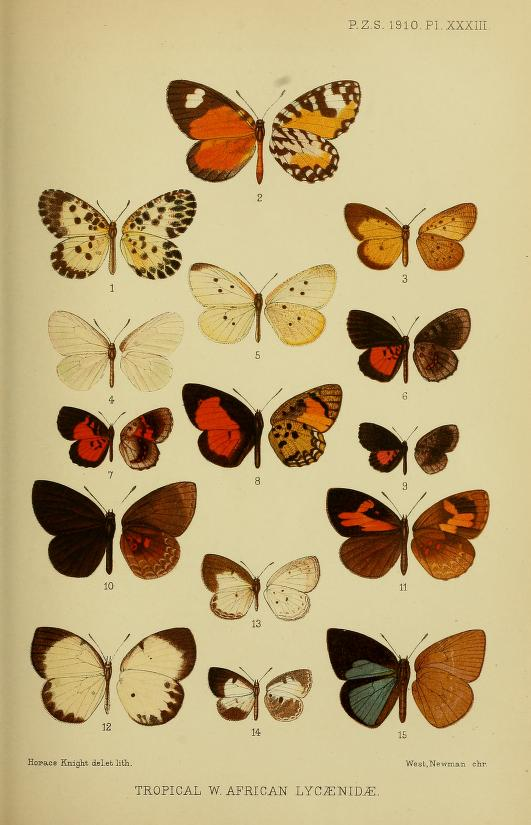